# Going Under (Lied)
Going Under (englisch für „Untergehen“) ist ein Lied der US-amerikanischen Alternative-Rock-Band Evanescence. Der Song erschien am 4. März 2003 auf ihrem Debütalbum Fallen und wurde am 8. September 2003 als zweite Single aus diesem veröffentlicht.

## Inhalt
Going Under handelt von dem Ende einer toxischen Beziehung und wird von Amy Lee aus der Perspektive des lyrischen Ichs gesungen. Dabei wirft sie ihrem Freund vor, sie psychisch fertig zu machen und durch Gaslighting in den Untergang zu treiben. Daher könne sie nicht mehr vertrauen und Wahrheit von Lüge unterscheiden. Sie halte es einfach nicht mehr aus, mit ihm zusammen zu sein und benötige alle Energie um aus der Beziehung auszubrechen und sich zu trennen.

“I’m going under (Going under)

Drowning in you (Drowning in you)

I’m falling forever (Falling forever)

I’ve got to break through

I’m going under”

## Produktion
Das Lied wurde von dem US-amerikanischen Musikproduzenten Dave Fortman produziert. Als Autoren fungierten die Bandmitglieder Ben Moody, Amy Lee und David Hodges.

## Musikvideo
Das Musikvideo zu Going Under wurde von dem deutschen Regisseur Philipp Stölzl in Berlin gedreht. Es verzeichnet auf YouTube über 280 Millionen Aufrufe (Stand: Oktober 2024). Zu Beginn ist Amy Lee zu sehen, die vor einem Auftritt von vier Frauen geschminkt wird, deren Gesichter sich zu zombieartigen Grimassen verziehen. Gitarrist Ben Moody gibt derweil eine Pressekonferenz, wobei die Journalisten sich in Zombies verwandeln. Kurz darauf tritt die Band in einer Halle vor enthusiastischem Publikum auf, das ebenso zu Zombies mutiert. Zwischendurch ist die Sängerin schwimmend unter Wasser zwischen Quallen zu sehen. Sie und Ben Moody werden auch beim Crowdsurfing gezeigt, wobei sie sich vom Publikum tragen lassen. Am Ende verzieht sich auch Ben Moodys Gesicht zu einer zombieartigen Grimasse, woraufhin Amy Lee verängstigt die Bühne verlässt.

## Single

### Covergestaltung
Das Singlecover ist in blauen Farbtönen gehalten und zeigt Sängerin Amy Lee, die den Betrachter ernst anblickt. Im Hintergrund sind die anderen drei Bandmitglieder verschwommen zu sehen. Die weißen Schriftzüge Evanescence und Going Under befinden sich im unteren Teil des Bilds.

### Titellisten
Single
1. Going Under (Album Version) – 3:34
2. Going Under (Live Acoustic Version) – 3:12

Maxi
1. Going Under (Album Version) – 3:34
2. Going Under (Live Acoustic Version) – 3:12
3. Heart Shaped Box (Live Acoustic Version) – 2:47
4. Going Under (Video Version) – 4:00

### Chartplatzierungen
Going Under stieg am 22. September 2003 auf Platz 15 in die deutschen Singlecharts ein und belegte in den folgenden Wochen die Ränge 20 und 27. Insgesamt war der Song neun Wochen in den Top 100 vertreten. Erfolgreicher war die Single mit Top-10-Platzierungen unter anderem in Neuseeland, im Vereinigten Königreich und in Italien.
| ChartsChartplatzierungen     | Höchstplatzierung | Wochen |
| ---------------------------- | ----------------- | ------ |
| Deutschland (GfK)            | 15 (9 Wo.)        | 9      |
| Österreich (Ö3)              | 14 (12 Wo.)       | 12     |
| Schweiz (IFPI)               | 13 (20 Wo.)       | 20     |
| Vereinigtes Königreich (OCC) | 8 (8 Wo.)         | 8      |

| ChartsJahrescharts (2003) | Platzierung |
| ------------------------- | ----------- |
| Schweiz (IFPI)            | 79          |

### Auszeichnungen für Musikverkäufe
Going Under erhielt im Jahr 2024 im Vereinigten Königreich für mehr als 400.000 verkaufte Einheiten eine Goldene Schallplatte.
| Land/Region                  | Auszeichnungen für Musikverkäufe (Land/Region, Auszeichnung, Verkäufe) | Verkäufe |
| ---------------------------- | ---------------------------------------------------------------------- | -------- |
| Australien (ARIA)            | Gold                                                                   | 35.000   |
| Brasilien (PMB)              | Gold                                                                   | 30.000   |
| Neuseeland (RMNZ)            | Platin                                                                 | 30.000   |
| Vereinigtes Königreich (BPI) | Gold                                                                   | 400.000  |
| Insgesamt                    | 3× Gold · 1× Platin ·                                                  | 495.000  |

Hauptartikel: Evanescence/Auszeichnungen für Musikverkäufe